# ロス・ロボス
ロス・ロボス（Los Lobos）は、アメリカ合衆国カリフォルニア州ロサンゼルスを拠点とするバンド。メンバーはメキシコ系アメリカ人で、ロックにメキシコ音楽の要素を取り混ぜたサウンドが特徴。"ラ・バンバ"のヒットで知られる。バンド名は、スペイン語で「狼たち」を意味する。

## 略歴
1974年、イーストロサンゼルスのガーフィールド高校出身の4名、デイヴィッド・イダルゴ (1954年10月6日生まれ、ボーカル、ギター、ヴァイオリン、アコーディオン)、セサル・ロサス (1954年9月26日生まれ、ボーカル、ギター、bajo sexto)、ルイ・ペレス (1953年1月29日生まれ、ドラム、ボーカル、ギター) 、コンラッド・ロサーノ (1951年3月21日生まれ、ベース、ギタロン、ボーカル)によって結成された。1978年に自主制作の作品『Los Lobos Del Este De Los Angeles』をリリース。同作は、トラディショナルなメキシコ音楽の作品に仕上がっている。
1980年代に入ると、当時ブラスターズで活動していたスティーブ・バーリン (1955年9月14日生まれ、サックス、ハーモニカ、キーボード)を5人目のメンバーに迎える。以後、今日に至るまでメンバー変更はなく、この5人で活動している。1983年、ミニ・アルバム『アンド・ア・タイム・トゥ・ダンス』でメジャー・デビュー。メキシコ音楽とロックンロールを混ぜ合わせた今日のサウンドの原点というべきサウンドを聴かせた。翌年、そのサウンドを更に推し進めたフル・アルバム『ウィル・ザ・ウルフ・サバイブ』をリリースし、幅広く注目を集めるようになった。1985年に初来日を果たしている。
1987年、17歳で夭折したヒスパニックのスター、リッチー・ヴァレンスの生涯を描いた映画『ラ★バンバ』の同名主題歌が全米1位となる。"ラ・バンバ"の元曲はメキシコ民謡であり、ロックンロールにアレンジしたバージョンをヴァレンスが1958年にヒットさせた。ロス・ロボスは、このヒットでヒスパニックのバンドとしては抜群の知名度を獲得した。
1990年代に入ると、イダルゴとルイ・ペレスはミッチェル・フルームとチャド・ブレイクと組み、別プロジェクトのラテン・プレイボーイズでも活動するようになった。1996年リリースの『コロッサル・ヘッド』では、フルームとブレイクをプロデューサーに迎え、従来のロス・ロボス・サウンドとは一線を画したハードなロック路線を披露している。
続くアルバム『ディス・タイム』(1999年)からは、メジャー・デビュー当初から在籍したワーナー・ブラザース・レコードを離れ、ハリウッド・レコードへ移籍した。同作も引き続きフルームとブレイクがプロデュースを担当した。
2005年、サンフランシスコのフィルモア・ウェストで収録したライブ・アルバム『ライブ・アット・ザ・フィルモア』をリリースする。これは結成30年以上を経て初めてリリースしたライブ・アルバムであった。
2021年、グループとして国立芸術基金(NEA)の人間国宝に相当するナショナル・ヘリテージ・フェローシップを受賞。その後もアメリカのルーツ・ミュージックやメキシコ音楽に音楽性を根ざしつつ、時に新しい試みも取り入れて高い評価を得ている。

## ディスコグラフィ
- 1978年 Los Lobos Del Este De Los Angeles - 2000年にハリウッド・レコードから再発
- 1983年 ...And a Time to Dance (Slash/Warner Bros.)
- 1984年 How Will The Wolf Survive? (Slash/Warner Bros.)
- 1987年 La Bamba (Slash/Warner) - 同名映画のサウンドトラック。大半の曲をロス・ロボスが演奏
- 1987年 By The Light Of The Moon (Slash/Warner Bros.)
- 1988年 La Pistola Y El Corazón (Slash/Warner Bros.)
- 1990年 The Neighborhood (Slash/Warner Bros.)
- 1992年 Kiko (Slash/Warner Bros.)
- 1995年 Papa's Dream (Music for Little People) (with Lalo Guerrero)
- 1996年 Colossal Head (Warner Bros.)
- 1999年 This Time (Hollywood)
- 2002年 Good Morning Aztlán (Mammoth)
- 2004年 The Ride (Hollywood/Mammoth)
- 2004年 Ride This - The Covers EP (Hollywood/Mammoth)
- 2005年 Acoustic en Vivo (Los Lobos)
- 2005年 Live at the Fillmore (Hollywood/Mammoth)
- 2006年 The Town and the City (Hollywood/Mammoth)
- 2009年 Los Lobos Goes Disney (Disney)
- 2010年 Tin Can Trust (Shout! Factory)
- 2012年 Kiko Live (Shout! Factory)
- 2015年 Gates of Gold (429)
- 2019年 Llego Navidad (Rhino)
- 2021年 Native Sons (New West)

### 編集盤
- 1993年 Just Another Band from East L.A.: A Collection (Slash/Warner Bros.)
- 2000年 El Cancionero: Mas y Mas (Rhino/Warner Bros.)
- 2006年 Wolf Tracks: The Best of Los Lobos (Slash/Warner Bros.)